# Karl Höhn (Unternehmer, 1880)
Karl Höhn (* 29. Oktober 1880 in Ulm; † 1. April 1942 ebenda) war ein deutscher Geschäftsmann, Unternehmer und Gründer der heutigen HÖHN-Gruppe.

## Werdegang

Stichzeichnung der Höhn Gebäude in Ulm um 1910

Im Mai 1910 ließ Höhn seine Dissertation als Doktor der Chemie bei der Buchdruckerei Heinrich Frey Ulm drucken. Fasziniert von der Drucktechnik kaufte er bereits im Oktober die wirtschaftlich angeschlagene Druckerei. Innerhalb von 2 Jahren entwickelte sich das Unternehmen zur „modernsten chemigraphischen Anstalt“ Süddeutschlands.
Schon 1912 gründete er eine Filiale in Biberach an der Riß, die sich auf die Herstellung von Geschäftsbüchern spezialisierte. Dafür war es notwendig, eine Buchbinderei aufzubauen, die wiederum mit dem Einsatz von Kartonagen verbunden war. Daher entschied sich Höhn, mit einer eigenen Kartonagenproduktion zu beginnen. Dieser Ausbau seiner Produktionspalette erwies sich als erfolgreich, denn Warenverpackungen, Lebensmittel- und Genussmittelverpackungen, wie beispielsweise Zigarettenverpackungen, waren in jener Zeit sehr gefragt. Das Geschäft blühte und erwirtschaftete finanzielle Mittel, die der technikbegeisterte Karl Höhn wieder in innovative Drucktechniken investierte.
So führte er im Jahr 1925 als einer der ersten Druckereien den neuen Offsetdruck ein: Ein Flachdruckverfahren, welches das Hochdruckverfahren des Buchdruckes ein halbes Jahrhundert später ablösen sollte. Mit dem Zukauf von Druckereien und Verlagen wie dem Lindauer Tagblatt, der Allgäuer Neuesten Nachrichten, des Blaubeurer Tagblattes und der Tübinger Chronik erweiterte Höhn seine Aktivitäten kontinuierlich. In diesen Jahren beschäftigte das Unternehmen 1.000 Mitarbeiter in Ulm und 200 Mitarbeiter in Biberach/Riß.
Abrupt gebremst wurde die Geschäftsentwicklung durch den Ausbruch des Zweiten Weltkrieges. Das Unternehmen wurde auf staatliche Anordnung in Teilen verkauft oder verstaatlicht. Am 17. Dezember 1944 wurden alle Gebäude des mitten in Ulm liegenden Firmensitzes bei einem Luftangriff zerstört.
Karl Höhn erlebte dieses Schicksal nicht mehr – er verstarb am 1. April 1942 im Alter von 62 Jahren. In den Nachkriegsjahren erfolgte der Wiederaufbau des Unternehmens als Dr. Karl Höhn KG unter der Leitung des Komplementärs Erich Haug, den eine enge verwandtschaftliche Beziehung mit Karl Höhn verband.
Aus dem Unternehmen Dr. Karl Höhn KG ist die HÖHN-Gruppe mit vier Unternehmensteilen mit Sitz in Ulm und Biberach an der Riß entstanden. Diese Unternehmensteile wurden im Laufe des Jahres 2013 zur HÖHN GmbH verschmolzen. Seit 1. Januar 2014 gibt es nur noch die HÖHN GmbH in Ulm, die alle bisherigen Unternehmensteile aufgenommen hat. Das Unternehmen ist spezialisiert auf die Herstellung von Displays und Verpackungen sowie auf Print- bzw. Druckprodukte. Die Gruppe beschäftigt 280 Mitarbeiter und ist europaweit tätig.
Im September 2018 meldete die HÖHN GmbH überraschend Insolvenz in Eigenverwaltung an. Von den noch verbliebenen 180 Stellen wurden im Zuge von Restrukturierungsmaßnahmen 70 Stellen abgebaut. Der Bereich Akzidenzdruck mit Kalender- und Katalogproduktion wurde aufgegeben, da er nicht profitabel zu betreiben war.
Im April 2019 wurde das Unternehmen und 110 Mitarbeiter von der Jettinger Ludo Fact Gruppe übernommen und firmiert seither unter dem Namen HÖHN Display + Verpackung GmbH.